# Irina Merleni
Irina Merleni, també coneguda amb el nom de Irini Merleni-Mykulchyn, (en ucraïnès: Ірина Олексіївна Мерлені) (Kàmianets-Podilski, Unió Soviètica 1982) és una lluitadora ucraïnesa.

## Biografia
Va néixer el 8 de febrer de 1982 a la ciutat de Kàmianets-Podilski, població situada en aquells moments a la Unió Soviètica i que avui en dia forma part d'Ucraïna.

## Carrera esportiva
Va participar, als 22 anys, en els Jocs Olímpics d'Estiu de 2004 realitzats a Atenes (Grècia), on aconseguir guanyar la medalla d'or en la prova femenina de lluita lliure de pes mosca (- 48 kg.) en guanyar a la final la japonesa Chiharu Icho. En els Jocs Olímpics d'Estiu de 2008 realitzats a Pequín (RP Xina) aconseguir guanyar la medalla de bronze en aquesta mateixa prova.
Al llarg de la seva carrera ha guanyat cinc medalles en el Campionat del Món de lluita, entre elles tres medalles d'or, i tres medalles al Campionat d'Europa de lluita.